# Карлос Ландо
Карлос Ландо (ісп. Carlos Landó; нар. ) — колишній аргентинський тенісист.
Найвищу одиночну позицію світового рейтингу — 229 місце досяг 16 січня 1978, парну — 672 місце — 2 січня 1984 року.

## Титули ATP Челленджер

### Парний розряд: (1)
| Ранг | Дата     | Турнір                                             | Покриття | Партнер           | Суперники                  | Рахунок       |
| ---- | -------- | -------------------------------------------------- | -------- | ----------------- | -------------------------- | ------------- |
| 1.   | Лют 1981 | Río de la Plata Challenger Буенос-Айрес, Аргентина | Ґрунт    | Роберто Каррутерс | Чарлз Строде Морріс Строуд | 0–6, 6–1, 6–3 |